# Actors (film 2003)
Actors (The Actors) è un film del 2003 diretto da Conor McPherson.

## Trama
Mentre si prepara per il ruolo di Riccardo III nell'omonima opera di William Shakespeare in scena all'Olympia Theatre di Dublino, Anthony O'Malley fa amicizia con Barreller, un piccolo criminale locale, il quale gli confida che deve 50.000 sterline ad un misterioso gangster di Londra di nome Magnani. Il particolare che Barreller dovrebbe consegnare i soldi ad una persona che non conosce fa scattare ad Anthony l'idea di impossessarsi facilmente del denaro, così propone a Tom, un suo collega più giovane, di fingersi lo scagnozzo di Magnani che dovrebbe farsi dare i soldi da Barreller, dopo un'iniziale titubanza Tom accetta.